# Volby prezidenta Francie 2022
Volby prezidenta Francie v roce 2022 proběhly 10. a 24. dubna 2022. Na funkční období 2022–2027 byl prezidentem Francie znovuzvolen Emmanuel Macron.

## Kandidáti
Seznam dvanácti kandidátů, kteří dosáhli potřebné podpory 500 zvolených francouzských politiků, byl Ústavní radou zveřejněn 7. března 2022.
- Emmanuel Macron (En Marche!), dosavadní prezident Francie, kandidaturu potvrdil 3. března 2022.[2]
- Marine Le Pen (Národní sdružení), politička, právnička a bývalá europoslankyně, kandidovala již v prezidentských volbách roku 2012, kde se ziskem 17,9 % hlasů skončila třetí. Ve volbách roku 2017 se umístila na druhém místě a postoupila do druhého kola, ve kterém byla poražena Emmanuelem Macronem (ten se tak stal prezidentem na období 2017–2022). Poté oznámila záměr se o tento post ucházet znovu v dalších volbách.[3] Na tiskové konferenci dne 16. ledna 2020 kandidaturu potvrdila.[4]
- Éric Zemmour (nezávislý), pravicový novinář, esejista a spisovatel s berbersko-židovskými kořeny, známý pro ostrou kritiku islámu a odmítavé postoje k imigraci, byl považován za potenciálního černého koně těchto voleb. Nejprve byl jeho zisk odhadován v řádu jednotek procent, ale zaznamenal výrazný růst popularity a podle průzkumů z podzimu 2021 mohl dosáhnout až na 17 % hlasů.[5] Dne 30. listopadu 2021 oznámil, že bude kandidovat na prezidenta Francie.[6] V březnu 2022 v průzkumech klesla jeho podpora na 12 %.[7]
- Jean-Luc Mélenchon (Nepoddajná Francie), bývalý europoslanec za Levicovou stranu a bývalý člen Socialistické strany (v období 1977–2008), se v prezidentských volbách roku 2017 umístil na čtvrtém místě s 19,58 % hlasů. Spekulovalo se o jeho další kandidatuře.[8] Tu potvrdil 8. listopadu 2020.[9]
- Nicolas Dupont-Aignan (Debout la République), bývalý starosta města Yerres a poslanec Národního shromáždění kandidoval již ve volbách roku 2012 (získal 1,79 % hlasů) a 2017 (získal 4,7 % hlasů). Svou kandidaturu v těchto volbách deklaroval 26. září 2020.[10]
- Jean Lassalle (Mouvement démocrate), starosta Lourdios-Ichère v letech 1977–2017 a poslanec Národního shromáždění od roku 2002, kandidoval ve volbách roku 2017 a s 1,21 % hlasů skončil v pořadí sedmý. Kandidaturu ve volbách 2022 oznámil 21. září 2018.[11]
- Nathalie Arthaudová (Dělnický boj) kandidovala již ve volbách 2012 a 2017. Její kanidatura byla potvrzena ve stranickém časopise Lutte de Classe v čísle prosinec 2020-leden 2021.[12] Strana Dělnický boj zatím vždy vysílala svého kandidáta do prezidentských voleb již od roku 1974.
- Fabien Roussel (Francouzská komunistická strana) – předseda Francouzské komunistické strany (od r. 2018) a poslanec za departement Nord oznámil svou kandidaturu 26. listopadu 2020.[13]
- Philippe Poutou (Nouveau Parti anticapitaliste), neúspěšný kandidát ve dvou předchozích volbách.[14]
- Valérie Pécresse (Les Républicains), zvolena kandidátkou na kongresu strany 4. prosince 2021.[15]
- Anne Hidalgová (Parti socialiste), v letech 2001–2014 místostarostka a od roku 2014 starostka Paříže. Kandidaturu oznámila 12. září 2021. Podporu získala ve stranické volbě v říjnu 2021.[16]
- Yannick Jadot (Europe Écologie – Les Verts), europoslanec za zelené, kandidaturu oznámil 30. ledna 2021.[17] V zářijových primárkách strany získal 51 % hlasů.[18]

## Zájemci, kteří stáhli kandidaturu, nebo nedosáhli dostatečné podpory
- Jean-Frédéric Poisson (Křesťanskodemokratická strana) - předseda strany (od r. 2013) a bývalý starosta Rambouilletu a poslanec Národního shromáždění za Yvelines se účastnil již republikánských primárek 2016, kde obdržel 1,45 % hlasů.[19] Kandidaturu ve volbách prezidenta Francie 2022 oznámil 16. července 2020.[20] Kandidatury se později vzdal ve prospěch Érica Zemmoura.[21]
- François Asselineau (Lidová republikánská unie), generální inspektor finanční správy, kandidoval už ve volbách roku 2017, kde se ziskem 0,92 % hlasů skončil na 9. místě. Svou kandidaturu v příštích volbách oznámil 4. dubna 2019.[22] Oficiálním kandidátem se ale nestal.
- Joachim Son-Forget (Valeur abslue), poslanec francouzsko-korejského původu za Šestý volební obvod Francouzů v zahraničí a bývalý člen En Marche!, se rozhodl kandidovat za vlastní stranu.[23] Později ale pouze podpořil kandidaturu Érica Zemmoura.[24]
- Thierry-Paul Valette (nezávislý), internetový blogger a příslušník Hnutí žlutých vest, oznámil kandidaturu 23. října 2019.[25] Oficiálním kandidátem se ale nestal.
- Hadama Traoré (nezávislý), krajně levicový aktivista a antikapitalista s malijskými kořeny na jaře 2020 shromáždil skupinu příznivců a zvažoval zahájení prezidentské kampaně.[26] V červnu 2021 oznámil, že kandidovat nakonec nebude.

## Odmítli kandidaturu
- Nicolas Sarkozy (Unie pro lidové hnutí), bývalý francouzský prezident v letech 2007–2012[27]
- François Fillon (Les Républicains), bývalý francouzský premiér v letech 2007–2012 a kandidát ve volbách 2017 (kde skončil třetí s 20 % hlasů)[28]
- Michel Onfray, ateistický filosof[29][30]
- Jacques Cheminade (Solidarita a pokrok), kandidát v prezidentských volbách 1995, 2012 a 2017[31]
- Marion Maréchal (Národní sdružení), poslankyně Národního shromáždění, neteř Marine Le Pen[32]

## Výsledky
|                            | Emmanuel Macron       | Republika v pohybu              | LREM             | 9,783,058  | 27.85  | 18,779,641 | 58.54  |  |  |
|                            | Marine Le Pen         | Národní sdružení                | RN               | 8,133,828  | 23.15  | 13,297,760 | 41.46  |  |  |
|                            | Jean-Luc Mélenchon    | Nepoddajná Francie              | LFI              | 7,712,520  | 21.95  |            |        |  |  |
|                            | Éric Zemmour          | Reconquête                      | R!               | 2,485,226  | 7.07   |            |        |  |  |
|                            | Valérie Pécresse      | Republikáni                     | LR               | 1,679,001  | 4.78   |            |        |  |  |
|                            | Yannick Jadot         | Evropa Ekologie – Zelení        | EELV             | 1,627,853  | 4.63   |            |        |  |  |
|                            | Jean Lassalle         | Odporujme!                      | RES              | 1,101,387  | 3.13   |            |        |  |  |
|                            | Fabien Roussel        | Francouzská komunistická strana | PCF              | 802,422    | 2.28   |            |        |  |  |
|                            | Nicolas Dupont-Aignan | Debout La France                | DLF              | 725,176    | 2.06   |            |        |  |  |
|                            | Anne Hidalgo          | Socialistická strana            | PS               | 616,478    | 1.75   |            |        |  |  |
|                            | Philippe Poutou       | Nová antikapitalistická strana  | NPA              | 268,904    | 0.77   |            |        |  |  |
|                            | Nathalie Arthaud      | Lutte Ouvrière                  | LO               | 197,094    | 0.56   |            |        |  |  |
|                            |                       |                                 |                  |            |        |            |        |  |  |
| Celkem                     | Celkem                | Celkem                          | Celkem           | 35,132,947 | 100.00 | 32,077,401 | 100.00 |  |  |
|                            |                       |                                 |                  |            |        |            |        |  |  |
| Platné hlasy               | Platné hlasy          | Platné hlasy                    | Platné hlasy     | 35,132,947 | 97.80  | 32,077,401 | 91.40  |  |  |
| Prázdné hlasy              | Prázdné hlasy         | Prázdné hlasy                   | Prázdné hlasy    | 543,609    | 1.51   | 2,228,044  | 6.35   |  |  |
| Neplatné hlasy             | Neplatné hlasy        | Neplatné hlasy                  | Neplatné hlasy   | 247,151    | 0.69   | 790,946    | 2.25   |  |  |
| Volební účast              | Volební účast         | Volební účast                   | Volební účast    | 35,923,707 | 73.69  | 35,096,391 | 71.99  |  |  |
| Nevolilo                   | Nevolilo              | Nevolilo                        | Nevolilo         | 12,824,169 | 26.31  | 13,656,109 | 28.01  |  |  |
| Voličů v seznamu           | Voličů v seznamu      | Voličů v seznamu                | Voličů v seznamu | 48,747,876 |        | 48,752,500 |        |  |  |
|                            |                       |                                 |                  |            |        |            |        |  |  |
| Zdroj: Ministerstvo vnitra |                       |                                 |                  |            |        |            |        |  |  |